# EA Guingamp
En Avant de Guingamp (deutsch Vorwärts Guingamp) ist ein französischer Fußballverein aus der Stadt Guingamp im Département Côtes-d’Armor in der Bretagne. Sein bretonischer Name lautet War-raok Gwengamp.

## Geschichte
Der Aufstieg des 1912 gegründeten Klubs ist eng mit dem Namen von Noël Le Graët verknüpft, der 30 Jahre lang (von 1971 bis 1992 und erneut zwischen 2002 und 2011) Vereinspräsident war.
EA Guingamp nimmt seit 1984 am professionellen Spielbetrieb Frankreichs (erste bis dritte Spielklasse) teil. Erstklassig (Division 1, seit 2002 in Ligue 1 umbenannt) spielte der Klub von 1995 bis 1998, von 2000 bis 2004 sowie erneut zwischen 2013 und 2019. Seit der Saison 2019/20 spielt Guingamp wieder zweitklassig.

## Spielstätte
Die Ligamannschaft spielt im 18.378 Zuschauer fassenden Stade de Roudourou.

## Statistik

### Spielzeiten seit 1990
| Liga                  | Saison  | Platz |
| --------------------- | ------- | ----- |
| Division 2 – Gruppe B | 1989/90 | 013   |
| Division 2 – Gruppe B | 1990/91 | 07    |
| Division 2 – Gruppe B | 1991/92 | 06    |
| Division 2 – Gruppe B | 1992/93 | 13    |
| Nationale 1           | 1993/94 | 01    |
| Division 2            | 1994/95 | 02    |
| Division 1            | 1995/96 | 10    |
| Division 1            | 1996/97 | 12    |
| Division 1            | 1997/98 | 16    |
| Division 2            | 1998/99 | 07    |
| Division 2            | 1999/00 | 02    |
| Division 1            | 2000/01 | 10    |

| Liga       | Saison  | Platz |
| ---------- | ------- | ----- |
| Division 1 | 2001/02 | 16    |
| Ligue 1    | 2002/03 | 07    |
| Ligue 1    | 2003/04 | 18    |
| Ligue 2    | 2004/05 | 07    |
| Ligue 2    | 2005/06 | 09    |
| Ligue 2    | 2006/07 | 13    |
| Ligue 2    | 2007/08 | 12    |
| Ligue 2    | 2008/09 | 13    |
| Ligue 2    | 2009/10 | 18    |
| National   | 2010/11 | 03    |
| Ligue 2    | 2011/12 | 07    |
| Ligue 2    | 2012/13 | 02    |

| Liga    | Saison  | Platz |
| ------- | ------- | ----- |
| Ligue 1 | 2013/14 | 16    |
| Ligue 1 | 2014/15 | 10    |
| Ligue 1 | 2015/16 | 16    |
| Ligue 1 | 2016/17 | 10    |
| Ligue 1 | 2017/18 | 12    |
| Ligue 1 | 2018/19 | 20    |
| Ligue 2 | 2019/20 | 08 *  |
| Ligue 2 | 2020/21 | 09    |
| Ligue 2 | 2021/22 | 06    |
| Ligue 2 | 2022/23 | 06    |
| Ligue 2 | 2023/24 | 09    |

### Erfolge
- Französische Fußballmeisterschaft
  - Platz 7: 2003
- Aufstieg in die 1. Liga: 1995, 2000, 2013
- Französischer Fußballpokal
  - Sieger: 2009, 2014
  - Finalist 1997
- Französischer Ligapokal
  - Finalist: 2019
- Französischer Fußballsuperpokal
  - Finalist: 2009, 2014
- UEFA Intertoto Cup
  - Sieger: 1996

### Bekannte ehemalige Spieler
- Vincent Candela
- Didier Drogba
- Hubert Fournier
- Xavier Gravelaine
- Stéphane Guivarc’h
- Laurent Koscielny
- Robert Langers
- Florent Malouda
- Gheorghe Mihali
- Andrzej Szarmach
- Marcus Thuram

## Frauenfußball
Seit der Saison 2011/12 verfügt der Verein über eine Frauenfußballabteilung, die anfangs unter dem Namen En Avant de Guingamp/Ville de Saint-Brieuc in der höchsten französischen Liga spielte. Die bereits 1971 gegründete Frauenmannschaft von Stade Saint-Brieuc hatte sich wegen besserer finanzieller Unterstützung dem benachbarten Profiklub angeschlossen. Die Mannschaft trug ihre Heimspiele bis 2018 auch weiterhin im Stade Fred-Aubert von Saint-Brieuc aus; dann zogen die Frauen in das Vereinstrainingszentrum in Pabu um. Besonders attraktive Gegner empfangen sie auch weiterhin in Guingamps Stade de Roudourou.
Der Verein setzt bei den Frauen auf die Talentförderung. Mit diesem Konzept hat EA Guingamp sich unter Trainerin Sarah M’Barek insbesondere in der Saison 2014/15 hinter den beiden „Großen“ Olympique Lyon und Paris Saint-Germain FC etabliert.
Die seither folgenden Spielzeiten beendete die Mannschaft der Frauen von EA Guingamp jeweils im Mittelfeld der Division 1 Féminine. Das beste Ergebnis erreichte sie mit dem 4. Platz in der Saison 2020/21.